# Mircea Vodă, Brăila
Mircea Voda là một xã thuộc hạt Brăila, România. Dân số thời điểm năm 2002 là 3648 người.